# Gottfried (1241–1265)
Abt Gottfried (* unbekannt; † 31. Januar 1265 in Liesborn)
war von 1241 bis 1265 Abt des Benediktinerklosters Liesborn.

## Leben
Gottfried war zunächst Prior des Benediktinerinnenklosters Willebadessen. Dort ist er bis 1238 urkundlich bezeugt. Am 1. Februar 1241 wurde er zum achten Liesborner Abt gewählt. Seine Abtsbenediktion fand drei Tage später durch den Bischof Ludolf von Münster in Wolbeck statt. In Liesborn verwaltete er vor allem die Wirtschaft des Klosters. Um 1250 wurde in Liesborn ein heiliges Marienbild gefunden. Gottfried erwirkte daraufhin beim Bischof, dass alle Opfergaben in Form von Gold und Silber, die durch das Marienbild gespendet wurden, dem Kloster Liesborn zuflossen. Andere Opfergaben, wie unter anderem Wachsspenden gingen an das Thesaurar.
Gottfried trat weiterhin zweimal bei Streitigkeiten als Schlichter in Erscheinung: Zwischen dem Kloster Freckenhorst und dem Ritter Heinrich von Hereveld 1244 sowie zwischen dem Kloster Marienfeld und dem Kloster Cappel bei Lippstadt 1258. Am 31. Januar 1265 verstarb Gottfried in Liesborn. Sein Begräbnis fand einen Tag später statt.